# Basket vid olympiska sommarspelen 1960
Basketturneringen vid olympiska sommarspelen 1960 hade 16 deltagarländer som var indelade i fyra grupper.  

## Medaljfördelning
| Klass  | Guld | Silver | Brons |
| Herrar | USA (USA) Jay Hoyland Arnette · Walter Jones Bellamy, Jr. · Robert Lewis Boozer · Terence Gilbert Dischinger · Burdette Haldorson · Darrall Tucker Imhoff · Allen Earl Kelley · Lester E. Lane · Jerry Ray Lucas · Oscar Palmer Robertson · Adrian Howard Smith · Jerome Alan West | Sovjetunionen (URS) Yuri Korneev · Janis Krumins · Guram Minashvili · Valdis Muiznieks · Tsezar Ozer · Aleksandr Petrov · Mikhail Semyonov · Vladimir Ugrekhelidze · Maigonis Valdmanis · Albert Valtin · Gennadi Volnov · Viktor Zubkov | Brasilien (BRA) Edson Bispo dos Santos · Moyses Blas · Waldemar Blatkauskas · Algodão · Carmo De Souza · Carlos Domingos Massoni · Waldyr Geraldo Boccardo · Wlamir Marques · Amaury Antônio Pasos · Fernando Pereira De Freitas · Antonio Salvador Sucar · Eduardo Schall Jatyr |

## Gruppspel

### Grupp A
| Pos | Lag     | SM | V | F | GP  | IP  | PS   | P | Kvalificerad för      |  | USA | Italien | Ungern | Japan  |
| --- | ------- | -- | - | - | --- | --- | ---- | - | --------------------- |  | --- | ------- | ------ | ------ |
| 1   | USA     | 3  | 3 | 0 | 320 | 183 | +137 | 6 | Semifinal             |  |     | 88–54   | 107–63 | 125–66 |
| 2   | Italien | 3  | 2 | 1 | 226 | 247 | −21  | 5 | Semifinal             |  |     |         | 72–67  |        |
| 3   | Ungern  | 3  | 1 | 2 | 223 | 245 | −22  | 4 | Spel om 9–12:e plats  |  |     |         |        | 93–66  |
| 4   | Japan   | 3  | 0 | 3 | 224 | 318 | −94  | 3 | Spel om 13–16:e plats |  |     | 92–100  |        |        |

### Grupp B
| Pos | Lag             | SM | V | F | GP  | IP  | PS | P | Kvalificerad för      |  | Tjeckoslovakien | Socialistiska federativa republiken Jugoslavien | Frankrike | Bulgarien |
| --- | --------------- | -- | - | - | --- | --- | -- | - | --------------------- |  | --------------- | ----------------------------------------------- | --------- | --------- |
| 1   | Tjeckoslovakien | 3  | 2 | 1 | 201 | 192 | +9 | 5 | Semifinal             |  |                 |                                                 |           | 69–75     |
| 2   | Jugoslavien     | 3  | 2 | 1 | 193 | 199 | −6 | 5 | Semifinal             |  | 64–76           |                                                 |           |           |
| 3   | Frankrike       | 3  | 1 | 2 | 187 | 190 | −3 | 4 | Spel om 9–12:e plats  |  | 53–56           | 61–62                                           |           | 73–72     |
| 4   | Bulgarien       | 3  | 1 | 2 | 209 | 209 | 0  | 4 | Spel om 13–16:e plats |  |                 | 62–67                                           |           |           |

### Grupp C
| Pos | Lag           | SM | V | F | GP  | IP  | PS  | P | Kvalificerad för      |  | Brasilien | Sovjetunionen | Mexiko     | Puerto Rico |
| --- | ------------- | -- | - | - | --- | --- | --- | - | --------------------- |  | --------- | ------------- | ---------- | ----------- |
| 1   | Brasilien     | 3  | 3 | 0 | 213 | 198 | +15 | 6 | Semifinal             |  |           |               | 80–72 (ÖT) |             |
| 2   | Sovjetunionen | 3  | 2 | 1 | 220 | 170 | +50 | 5 | Semifinal             |  | 54–58     |               | 66–49      | 100–63      |
| 3   | Mexiko        | 3  | 1 | 2 | 189 | 210 | −21 | 4 | Spel om 9–12:e plats  |  |           |               |            | 68–64       |
| 4   | Puerto Rico   | 3  | 0 | 3 | 199 | 243 | −44 | 3 | Spel om 13–16:e plats |  | 72–75     |               |            |             |

### Grupp D
| Pos | Lag          | SM | V | F | GP  | IP  | PS  | P | Kvalificerad för      |  | Uruguay | Polen | Filippinerna | Spanien |
| --- | ------------ | -- | - | - | --- | --- | --- | - | --------------------- |  | ------- | ----- | ------------ | ------- |
| 1   | Uruguay      | 3  | 2 | 1 | 228 | 225 | +3  | 5 | Semifinal             |  |         | 76–72 | 80–76        | 72–77   |
| 2   | Polen        | 3  | 2 | 1 | 233 | 207 | +26 | 5 | Semifinal             |  |         |       |              | 100–63  |
| 3   | Filippinerna | 3  | 1 | 2 | 228 | 248 | −20 | 4 | Spel om 9–12:e plats  |  |         | 68–86 |              |         |
| 4   | Spanien      | 3  | 1 | 2 | 222 | 231 | −9  | 4 | Spel om 13–16:e plats |  |         |       | 82–84        |         |

## Placeringsmatcher

### Spel om trettonde- till sextondeplats
Spaniens vinst över Japan i gruppspelet räknas in här, lika så gör Puerto Ricos vinst över Bulgarien.
| Pos | Lag         | SM | V | F | GP  | IP  | PS  | P |  | Puerto Rico | Spanien | Japan | Bulgarien |
| --- | ----------- | -- | - | - | --- | --- | --- | - |  | ----------- | ------- | ----- | --------- |
| 13  | Puerto Rico | 3  | 3 | 0 | 168 | 138 | +30 | 6 |  |             | 75–65   | 93–73 |           |
| 14  | Spanien     | 3  | 2 | 1 | 131 | 139 | −8  | 5 |  |             |         |       |           |
| 15  | Japan       | 3  | 1 | 2 | 137 | 159 | −22 | 4 |  |             |         |       |           |
| 16  | Bulgarien   | 0  | 0 | 0 | 0   | 0   | 0   | 0 |  |             |         |       |           |

### Spel om nionde- till sextondeplats
Frankrikes vinst över Mexiko i gruppspelet räknas in här, lika så gör Filippinernas vinst över Ungern.

| Pos | Lag          | SM | V | F | GP  | IP  | PS  | P |  | Ungern | Frankrike | Filippinerna | Mexiko |
| --- | ------------ | -- | - | - | --- | --- | --- | - |  | ------ | --------- | ------------ | ------ |
| 9   | Ungern       | 3  | 2 | 1 | 212 | 209 | +3  | 5 |  |        | 74–70     |              | 57–69  |
| 10  | Frankrike    | 3  | 2 | 1 | 283 | 211 | +72 | 5 |  |        |           | 122–75       |        |
| 11  | Filippinerna | 3  | 1 | 2 | 210 | 267 | −57 | 4 |  |        |           |              | 65–64  |
| 12  | Mexiko       | 3  | 1 | 2 | 195 | 213 | −18 | 4 |  |        |           |              |        |

## Slutspel

### Semifinaler

#### Grupp A
| Pos | Lag             | SM | V | F | GP  | IP  | PS  | P | Kvalificerad för    |  | Brasilien | Italien    | Tjeckoslovakien | Polen |
| --- | --------------- | -- | - | - | --- | --- | --- | - | ------------------- |  | --------- | ---------- | --------------- | ----- |
| 1   | Brasilien       | 3  | 3 | 0 | 240 | 221 | +19 | 6 | Spel om 1–4:e plats |  |           | 78–75 (ÖT) |                 | 77–68 |
| 2   | Italien         | 3  | 2 | 1 | 226 | 216 | +10 | 5 | Spel om 1–4:e plats |  |           |            |                 | 74–68 |
| 3   | Tjeckoslovakien | 3  | 1 | 2 | 236 | 237 | −1  | 4 | Spel om 5–8:e plats |  | 78–85     | 70–77      |                 | 88–75 |
| 4   | Polen           | 3  | 0 | 3 | 211 | 239 | −28 | 3 | Spel om 5–8:e plats |  |           |            |                 |       |

#### Grupp B
| Pos | Lag           | SM | V | F | GP  | IP  | PS   | P | Kvalificerad för    |  | USA    | Sovjetunionen | Socialistiska federativa republiken Jugoslavien | Uruguay |
| --- | ------------- | -- | - | - | --- | --- | ---- | - | ------------------- |  | ------ | ------------- | ----------------------------------------------- | ------- |
| 1   | USA           | 3  | 3 | 0 | 293 | 144 | +149 | 6 | Spel om 1–4:e plats |  |        | 81–57         |                                                 |         |
| 2   | Sovjetunionen | 3  | 2 | 1 | 234 | 195 | +39  | 5 | Spel om 1–4:e plats |  |        |               | 88–61                                           |         |
| 3   | Jugoslavien   | 3  | 1 | 2 | 197 | 275 | −78  | 4 | Spel om 5–8:e plats |  | 42–104 |               |                                                 |         |
| 4   | Uruguay       | 3  | 0 | 3 | 186 | 291 | −105 | 3 | Spel om 5–8:e plats |  | 50–108 | 53–89         | 83–94                                           |         |

### Spel om femte- till åttondeplats
Tjeckoslovakiens vinst över Polen i semifinalspelet räknas in här, lika så gör Jugoslaviens vinst över Uruguay.

| Pos | Lag             | SM | V | F | GP  | IP  | PS  | P |  | Tjeckoslovakien | Socialistiska federativa republiken Jugoslavien | Polen | Uruguay |
| --- | --------------- | -- | - | - | --- | --- | --- | - |  | --------------- | ----------------------------------------------- | ----- | ------- |
| 5   | Tjeckoslovakien | 3  | 3 | 0 | 284 | 240 | +44 | 6 |  |                 | 98–93                                           |       | 98–72   |
| 6   | Jugoslavien     | 3  | 2 | 1 | 282 | 262 | +20 | 5 |  |                 |                                                 | 95–81 |         |
| 7   | Polen           | 3  | 1 | 2 | 220 | 245 | −25 | 4 |  |                 |                                                 |       | 64–62   |
| 8   | Uruguay         | 3  | 0 | 3 | 217 | 256 | −39 | 3 |  |                 |                                                 |       |         |

### Spel om första- till fjärdeplats
USA:s vinst över Sovjetunionen i semifinalspelet räknas in här, lika så gör Brasiliens vinst över Italien.

| Pos | Lag           | SM | V | F | GP  | IP  | PS  | P |  | USA   | Sovjetunionen | Brasilien | Italien |
| --- | ------------- | -- | - | - | --- | --- | --- | - |  | ----- | ------------- | --------- | ------- |
| 1   | USA           | 3  | 3 | 0 | 283 | 201 | +82 | 6 |  |       |               |           | 112–81  |
| 2   | Sovjetunionen | 3  | 2 | 1 | 199 | 213 | −14 | 5 |  |       |               |           |         |
| 3   | Brasilien     | 3  | 1 | 2 | 203 | 229 | −26 | 4 |  | 63–90 | 62–64         |           |         |
| 4   | Italien       | 3  | 0 | 3 | 226 | 268 | −42 | 3 |  |       | 70–78         |           |         |

## Slutställning
1. USA
2. Sovjetunionen
3. Brasilien
4. Italien
5. Tjeckoslovakien
6. Jugoslavien
7. Polen
8. Uruguay
9. Ungern
10. Frankrike
11. Filippinerna
12. Mexiko
13. Puerto Rico
14. Spanien
15. Japan
16. Bulgarien